# 米科拉
米科拉（烏克蘭語：Микола，羅馬化：Mykola，發音：[mɪˈkɔlɐ] ⓘ；又譯梅科拉）是男性名字尼古拉斯的烏克蘭語变体，意思是“人民的胜利”。它可能指的是：

## 名人
- 米科拉·博胡斯拉夫斯基（英语：Mykola Bohuslavsky）（1850年—1933年），庫班科布扎爾復興的組織者、贊助商、社群領袖及出版商
- 米科拉·邦达尔（1990年—2020年），烏克蘭競技花樣滑冰運動員
- 尼古拉·果戈里（米科拉·霍霍里；1809年—1852年），烏克蘭裔俄羅斯帝國作家，在烏克蘭語在俄羅斯帝國被禁止的情況下使用俄語寫作
- 尼古拉·庫利什（米科拉·庫利什；1892年—1937年），烏克蘭散文作家、劇作家及教育家，為第一次世界大戰老兵及紅軍老兵
- 米科拉·李森科（1842年—1912年），烏克蘭音樂家及作曲家
- 米科拉·莫羅久克（1988年—），烏克蘭足球員
- 尼古拉·波利亚科夫（米科拉·波利亚科夫；1946年—2020年），烏克蘭科學家，曾任聶伯城國立大學校長
- 尼古拉·希秋克（米科拉·希秋克；1958年—2018年），烏克蘭院士、歷史學家及歷史科學博士
- 尼古拉·斯克里普尼克（米科拉·斯克里普尼克；1872年—1933年），烏克蘭共產黨領導人，曾支持烏克蘭獨立以及在烏克蘭蘇維埃社會主義共和國實現文化上的烏克蘭化
- 米科拉·澤羅夫（1890年—1937年），烏克蘭詩人、翻譯家、古典和文學學者及評論學者，為烏克蘭蘇占時期被處決的文藝復興的代表人物之一
- 米科拉·萊昂托維奇（1877年—1921年）烏克蘭作曲家、指揮家、民族音樂學家和教師
- 米科拉·塞梅纳（1950年—），烏克蘭記者
- 米科拉·赫维廖维（1893年—1933年），乌克兰作家及诗人